# Мельник, Анатолий Максимович
Мельник Анатолий Максимович (род. 5 января 1936, Потоцкое, Днепропетровская область) — украинский деятель, директор Новомосковского трубного завода Днепропетровской области. Народный депутат Украины 1-го созыва.

## Биография
Родился 5 января 1936 года в селе Потоцкое Софиевского района Днепропетровской области в семье рабочих.
В 1954 году поступил и в 1959 году окончил Днепропетровский металлургический институт, инженер-металлург.
В 1959—1964 годах — мастер, начальник смены, заместитель начальника цеха горячего проката Нытвенского металлургического завода (Пермская область).
Член КПСС с 1962 года.
В 1964—1975 годах — старший инженер, заместитель начальника колесопрокатного цеха, заместитель секретаря, секретарь парткома Нижнеднепровского трубопрокатного завода Днепропетровской области.
В 1975—1985 годах — инструктор отдела тяжёлой промышленности ЦК КПУ.
В 1985—1998 годах — директор Новомосковского трубного завода имени 50-летия Советской Украины; председатель правления — директор Новомосковского трубного завода (Днепропетровская область).
4 марта 1990 года избран народным депутатом Украины, 1-й тур, 56,73 % голосов, 4 претендента. Входил в группы «Согласие-Центр», «Промышленники». Член Комиссии Верховной рады Украины по экономической реформе и управлению народным хозяйством.
Затем на пенсии.

## Награды
- Дважды орден «Знак Почёта» (1971, 1983);
- Медали.